# هوارد كيل
هوارد كيل (بالإنجليزية: Howard Keel) (و. 1919 – 2004 م) هو موسيقي، ومغني، وممثل مسرحي، وممثل أفلام، وممثل تلفزي، ونقابي أمريكي، ولد في غيليسبي، توفي في بالم ديسيرت، ريفيرسيدي، كاليفورنيا، عن عمر يناهز 85 عاماً، بسبب سرطان القولون.

## وصلات خارجية
- هوارد كيل على موقع IMDb (الإنجليزية)
- هوارد كيل على موقع روتن توميتوز (الإنجليزية)
- هوارد كيل على موقع ألو سيني (الفرنسية)
- هوارد كيل على موقع ميوزك برينز (الإنجليزية)
- هوارد كيل على موقع تيرنر كلاسيك موفيز (الإنجليزية)
- هوارد كيل على موقع أول موفي (الإنجليزية)
- هوارد كيل على موقع قاعدة بيانات برودواي على الإنترنت (الإنجليزية)
- هوارد كيل على موقع قاعدة بيانات برودواي على الإنترنت (الإنجليزية)
- هوارد كيل على موقع قاعدة بيانات الأفلام السويدية (السويدية)
- هوارد كيل على موقع إن إن دي بي (الإنجليزية)